# Ludger von Rosdorf
Ludger von Rosdorf (* ca. 1180 in Lage; † nach 1234 in Erfurt) war Domherr zu Mainz, Propst von Witterda und Rostorf, sowie zuständig für das Kloster Walkenried. Sein älterer Bruder war der Edelherr Hermann von Rosdorf. Beide Brüder waren verschwägert mit den Edelherren von Lo(he), den Grafen von Hoya, von Wölpe, von Katzenelnbogen, von Rietberg und von Schwalenberg.

## Leben
Ludger von Rosdorf entstammte dem Familienzweig der Edelherren von Rosdorf, die über Besitzungen in den Bistümern Paderborn, Münster, Osnabrück und Bremen verfügte. Geboren wurde Ludger im Dorf Lage, damals Allod der Familie. Ein Teil dieses Familienzweigs nannte sich nach ihrem Allod von Lage. Ludgers Großonkel, Hermann I. von Lage (1155 bis 1179) war Diakon zu Münster; Ludgers Onkel, Hermann II. von Lage war ebenfalls Geistlicher und als solcher Vorsitzender des Kollegiatstifts zu Münster, Propst und zeitweilig Archidiakon wie Kellner der St.-Mauritz-Kirche. 1192 wurde er von Bischof Hermann II. von Katzenelnbogen als naher Verwandter (cognatus noster) bezeichnet, 1193 als Neffe/Enkel (nepos noster Hermannus), was nachweist, dass die Herren von Lage-Rosdorf nahe Verwandte der Grafen von Katzenelnbogen waren. 1252 verkauften die Edelherren von Rosdorf ihr Dorf Lage an Bischof Simon I. von Lippe. Im Gegenzug erhielt er Burg und einen Teil der Grafschaft Moringen (ehemaliger Pagus Morunga) vom Bistum Paderborn.
Erstmals tritt Ludger von Rosdorf in der Urkunde des Würzburger Kanonikers Gottfried von Kugelnberg 1219 in Erscheinung, als jener in Hagen, im Bistum Paderborn, eine Schenkung macht. Gottfried von Kugelnberg hatte im Jahr zuvor das Kloster Schmerlenbach gegründet. Ludger von Rosdorf (Lodergerus de Rastorf) als Mainzer Kanoniker ist Zeuge der Schenkung. Zwei Jahre später, am 30. Mai 1221, zeugt er gemeinsam mit seinem Bruder Hermann I. von Rosdorf in einer Urkunde Graf Ottos I. von Tecklenburg, als dieser dem Kloster Marienfeld zur Begründung eines Familiengedächtnisses eine Schenkung machte. Das Kloster, eine Gründung der Grafen von Schwalenberg und Bernhard II. von Lippe, Verwandte der Edelherren von Rosdorf, lag nur ca. 40 Kilometer entfernt von Lage, das seinerseits 8 Kilometer entfernt von Stapelage Hörste liegt, seinerzeit Allod der Grafen von Schwalenberg.
Erst 1233 trat Ludger von Rosdorf erneut urkundlich in Erscheinung. Zunächst in einer Urkunde des Klosters Walkenried, in der Erzbischof Siegfried III. von Eppstein eine Anfrage zu Gunsten von Walkenried entscheidet, was als erster Zeuge Ludger von Rosdorf, damals Domherr zu Mainz und Präposit von Rostorf, bezeugte. Im selben Jahr nahm Ludger von Rosdorf im Namen des Erzbistums Mainz das Sühnegeschenk der Grafen Heinrich II. und seines Sohnes, Heinrich III. von Schwarzburg-Leutenberg entgegen. Beide Grafen mussten die Eichelburg zur Strafe übergeben. Ludger von Rosdorf war zu diesem Zeitpunkt als geistlicher Vertreter des Mainzer Erzbischofs für das gesamte Eichsfeld zuständig, das er von Erfurt aus gemeinsam mit dem Offiziaten auf dem Rusteberg (sein Großneffe Friedrich von Rosdorf hatte diese Funktion ab 1287 inne) verwaltete.
Beim Vergleich des Edelherrn von Vippach als Burgmann des Erzbistums in Erfurt 1233 fungierte Ludger von Rosdorf als zweiter Zeuge. Anschließend verkaufte der Pincerna (Mundschenk) Heinrich von Appolda die Advokatur über die Dörfer Wittern (heute Witterda), Rostorf und das Dissental ans Erzbistum. Erster Zeuge der Handlung war Propst Ludger von Rosdorf.
Anschließend trat Ludger urkundlich nicht mehr in Erscheinung, so dass davon auszugehen ist, dass er 1234 verstarb, mutmaßlich in oder bei Erfurt, seinem letzten Amtssitz.